# Dead or Alive (jogo eletrônico)
Dead or Alive é um jogo de luta 3D, da série homônima.

## Resumo
Tomonobu Itagaki afirmou que não estava satisfeito com o modo que os jogos de luta modernos estavam apresentados, ele sentiu falta do velho estilo de jogo de arcade e teve outra visão do gênero de jogo de luta. Tendo trabalhado para a Tecmo durante um longo tempo, a Itagaki foi consequentemente dada a oportunidade de desenvolver um jogo de luta. O primeiro Dead or Alive foi lançado em 1996 como um jogo de arcade do mercado japonês. Foi um grande êxito no Japão, mas não obteve o mesmo sucesso no Ocidente. Isto se deu possivelmente por causa de seu rival, Tekken, que já era uma série de jogo de luta popular do PlayStation.

## Jogabilidade
Dead or Alive era único em sua estreia que apresentavas escolhas regularmente diferentes na jogabilidade do que outros jogos de luta 3D. A maior parte de suas características de definição foram a sua velocidade e o sistema de contra-ataque. Dead or Alive põe ênfase na velocidade, e se baseia mais em comandos simples e tempo de reação. Além disso, o seu sistema de contra-ataque foi o primeiro no gênero de luta a utilizar ordens diferentes que correspondiam a cada tipo de ataque. Há duas espécies de defesas, uma defesa ofensiva (OH, offensive hold) e uma defensiva (DH, deffensive hold). Além disso, esses comandos são executados mantendo pressionados os botões para trás ou para frente do gamepad junto com o comando de guarda para forçar seu inimigo para longe ou contra-atacar um oponente. Finalmente, o jogo usou uma adição ambiental chamada danger zone (zona de perigo), que rodeava as extremidades exteriores da arena de luta (dependendo das opções, ela também pode consumi-la completamente), e quando um personagem entra em contato com ela, ele é enviado para o ar portanto o jogador oposto pode executar uma combinação de combos aéreos. Contudo, isto pode ser evitado com um Ukemi (rolo defensivo).

## Versões
Há três versões diferentes do primeiro Dead or Alive.
- A versão original de Dead or Alive foi lançada nos arcades em 1996, utilizando o Sega Model 2 de plataforma de[3] (esta foi também a primeira vez que a Sega autorizou o seu hardware a uma companhia third-party; neste caso, Tecmo). Foi depois "transportado" ao Saturn da Sega no Japão no dia 9 de Outubro de 1997. O jogo nunca foi lançado para o Saturn europeu nem para o norte-americano para esse console. Foi lançado nos Estados Unidos e a Europa para o Xbox no dia 26 de Outubro de 2004 e 18 de Fevereiro de 2005, como parte de Dead or Alive Ultimate (veja abaixo).
- No dia 12 de março de 1998 no Japão, a Tecmo lançou Dead or Alive para o PlayStation. Esta versão incluiu diferenças numerosas em comparação com o arcade e versões de Saturno, que incluíram 2 novos personagens (Bass e Ayane), um motor de gráficos diferente, uma luta ligeiramente consertada e nova música de fundo e nova (BGM). A versão PlayStation foi lançada na América Norte no dia 31 de março de 1998, e depois na Europa em Julho de 1998.[4]
- Em 2004, a Tecmo lançou uma versão melhorada da versão do Sega Saturn feita para correr no Xbox junto com uma versão atualizada de Dead or Alive 2, ambos no mesmo pacote. Ele foi basicamente o jogo original transportado para o Xbox, fazendo os gráficos mais coloridos e suaves, som de stereo  para surround, e acrescentando um elemento-chave que empurra o valor de partida decisiva, Xbox Ato de Jogar Online. Este jogo junto com Dead or Alive 2, Ultimate ficou o segundo jogo de luta com jogo online.[5]

É importante observar, que jogo original, que rodou na plataforma Sega Model 2, teve os fundo 3D totalmente modelados. A conversão do Sega Saturn usou truques de bitmap e camadas de sobreposição no mesmo estilo que a versão do Sega Saturn de Virtua Fighter 2 fez. O arcade original usou puro 3D em todas as arenas. Muito como no caso Virtua Fighter, foi impossível realizar esta espécie da gráfica no hardware do Sega Saturn e ambos os jogos foram reduzidos. A versão Xbox foi uma versão transportada na qual os proprietários do Sega Saturn experimentaram. (Fundos da versão arcade não presente)

## Lista de personagens
- Bayman
- Gen Fu
- Jann Lee
- Lei Fang
- Kasumi
- Ryu Hayabusa
- Tina Armstrong
- Zack
- Raidou (personagem chefe, destravável)
- Bass Armstrong (Playstation e versão Xtreme somente)
- Ayane (Playstation e versão Xtreme somente)